# Konsulat Generalny Rzeczypospolitej Polskiej w Belfaście

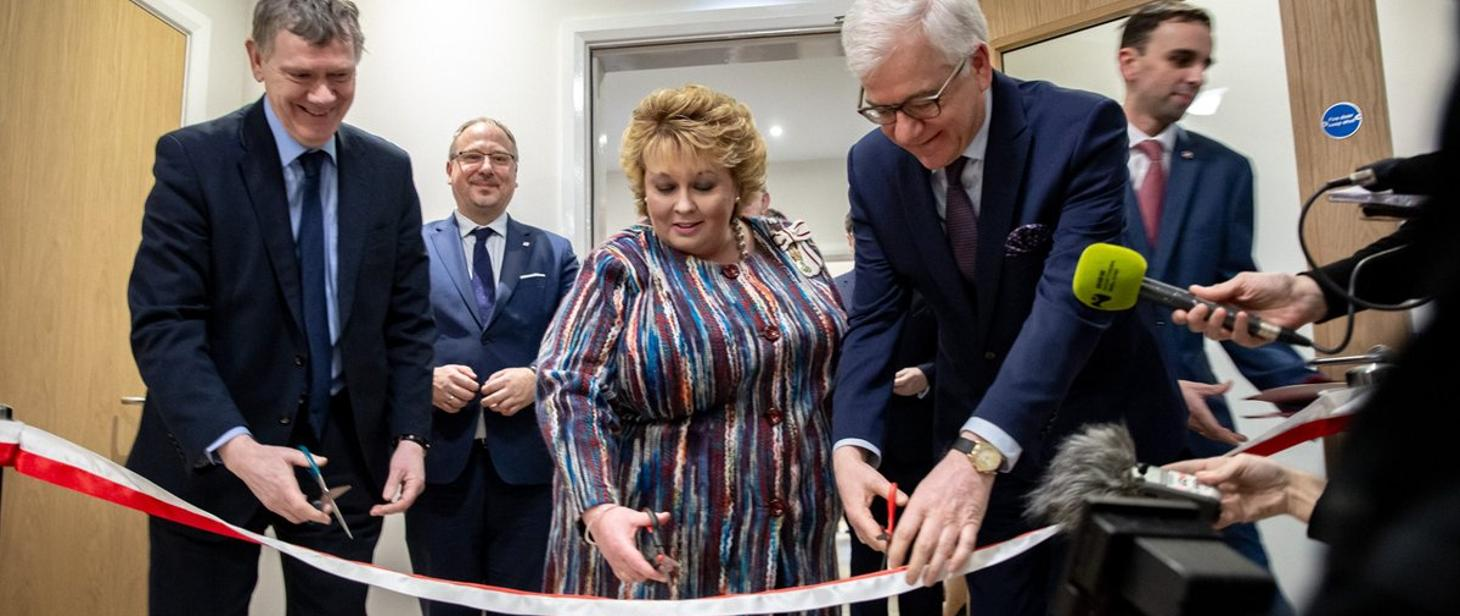
Uroczyste otwarcie Konsulatu z udziałem min. J. Czaputowicza (21 grudnia 2018)

Konsulat Generalny Rzeczypospolitej Polskiej w Belfaście (ang. Consulate General of the Republic of Poland in Belfast) – polska misja konsularna w Belfaście, w Zjednoczonym Królestwie Wielkiej Brytanii i Irlandii Północnej.

## Organizacja
Konsulat utworzono 16 lutego 2017. Uroczyste otwarcie nastąpiło 21 grudnia 2018.
Okręg konsularny Konsulatu Generalnego RP w Belfaście obejmuje obszar Irlandii Północnej.

## Konsulowie generalni
- 2017 – Tomasz Tadla (p.o.)[4]
- 2017–2018 – Dariusz Adler[5]
- 2018 – Tomasz Tadla (p.o.)[6]
- 2018–2022 – Paweł Majewski
- 2022–2024 – Mariusz Stus
- 2024–2025 – Mirosław Sycz
- od 2025 – Grzegorz Sala